# イオ (小惑星)
イオ (85 Io) は、小惑星帯に位置する小惑星の一つ。1865年9月19日にアメリカ合衆国の天文学者、クリスチャン・H・F・ピーターズ (Christian Heinrich Friedrich Peters) によりニューヨーク州クリントン郡で発見された。ギリシア神話のゼウスの愛人イーオーにちなみ命名された。イオ (Io) という名前は954番のリー (Li)、697402番のアオ (Ao) などと共に、全ての小惑星の中で最も短いものの一つである。また、木星の衛星にも同名のイオがある。
炭素化合物に富むC型小惑星であるため、比較的大きいが暗い。パノパエアと同様、エウノミア族と似たような軌道を回っているが、S型小惑星によって構成されているエウノミア族の母天体から形成されたものではないと思われる。
1995年12月10日には北アメリカで、2004年12月7日には日本で、その約18時間後にはヨーロッパで、同年12月13日にはやはりヨーロッパで掩蔽が観測された。